# Луцій Атілій (претор 197 року до н. е.)
Луцій Атілій (лат. Lucius Atilius; III—II століття до н. е.) — політичний і державний діяч Римської республіки, претор 197 року до н. е.

## Життєпис
Походив з плебейського роду Атіліїв. Збереглося мало відомостей. У 197 році до н. е. став одним з шести преторів, а до цього їх призначали лише по четверо. Тоді ж Луцій Атілій отримав під управління римську провінцію Сардинію. Про подальшу долю Луція Атілія відомостей немає.